# The Umbersun
The Umbersun è il terzo album del gruppo Dark ambient austro-francese Elend, prodotto e distribuito nel 1998.

## Tracce
1. Du tréfonds des ténèbres - 10:44
2. Melpomene - 10:26
3. Moon of Amber - 6:12
4. Apocalypse - 9:14
5. Umbra - 8:43
6. The Umbersun - 5:46
7. In the Embrasure of Heaven - 5:53
8. The Wake of the Angel - 4:46
9. Au tréfonds des ténèbres - 5:04

## Formazione
- Iskandar Hasnawi: Voce, composizione, vari strumenti, programmazione
- Sébastien Roland: Voce, composizione, vari strumenti, programmazione
- Renaud Tschirner: Voce, composizione, vari strumenti, programmazione

### Coro
- Direttore:
  - Peter Broadbent
- Soprano solista:
  - Nathalie Barbary
- Voce femminile:
  - Alison Eden
- Soprani:
  - Tricia Bentley
  - Hilary Brennan
  - Rachael Clegg
  - Bridget Corderoy
  - Carolynne Cox
  - Sally Donegani,
  - Alison Eden
  - Karen Filsel
  - Claire Hills
  - Rachel King
  - Felice Kuin
  - Wendy Norman
  - Kathy Willis
  - Olivia Maffett
- Contralti:
  - Debbie Bright
  - Kathryn Cook
  - Denise Fabb
  - Victoria Kendall
  - Katy Meiklejohn
  - Yvette Miller
  - Fiona Robinson
  - Hatty Webb
  - Lorna Youngs
- Bassi
  - Tim Bull
  - Tim Colbourn
  - Peter da Costa
  - Mark Fenton
  - Michael King